# Achatinella phaeozona
Achatinella phaeozona é uma espécie de gastrópode da família Achatinellidae.
É endémica de Oahu no Arquipélago do Havaí.